# Baross Endre
Bellusi Baross Endre, született: Baross Endre Géza Mátyás Pál (Budapest, 1889. november 21. – Budapest, 1950. augusztus 15.) magyar földbirtokos, gazdasági főtanácsos, borász, országgyűlési képviselő.

## Élete
Budapesten született, római katolikus vallásban, Baross Károly agrárpolitikus és viszocsányi Lithvay Ilona fiaként. Apai ági felmenői régi nemesi családból, a Baross család Hont vármegyei ágából származnak; apja az 1890-es évek agrármozgalmai egyik vezéralakjának számított, aki a Magyar Mezőgazdák Szövetkezetének, illetve a Köztelek című lapnak is alapítója volt. A szülők Pilisszántón éltek, és élete nagy részét ő maga is az ottani családi kúriájukban élte le.
Középiskoláit Tatán, a piarista gimnáziumban, illetve a budapesti Ferenc József intézetben végezte, majd 1911-ben a budapesti tudományegyetemen államtudományi oklevelet szerzett. Közben egy évet töltött Franciaországban, a montpellier-i mezőgazdasági iskolán, ahol a szőlészeti és borászati kurzust végezte el, továbbá Klosterneuburgban és Budafokon is elvégzett egy-egy helyi borászati tanfolyamot.
Részben a Földművelésügyi Minisztérium, részben a Magyar Szőlősgazdák Országos Egyesülete (MSZOE) megbízásából Európa úgyszólván összes szőlőtermő országában járt, hogy ott a helyi szőlészeti és borgazdasági szokásokat tanulmányozza; hasonló célból járt Algériában is. Az első világháború idején a szerb és orosz harctereken harcolt, de 1916-ban, mint huszárhadnagy, orosz hadifogságba esett, ahol négy évet töltött.
1920-ban tért haza a szibériai fogságból, két évvel később pedig megválasztották a már említett MSZOE titkárának; 1926-ban ugyanott igazgatónak nevezték ki. E minőségében jó néhány, a szőlő- és borgazdaságot érintő törvény előkészítésében, illetve több nemzetközi kongresszuson is képviselte a magyar szőlő- és borgazdaságot. A mezőgazdaság terén kifejtett érdemdús tevékenységéért Horthy Miklós kormányzó 1934-ben a gazdasági főtanácsosi címet adományozta neki.
1935-ben bekapcsolódott a törvényhozás tényleges munkájába is: az abban az évben tartott országgyűlési választáson a pilisvörösvári választókerületben jutott mandátumhoz, a Nemzeti Egység Pártja (NEP) jelöltjeként. Képviselő maradt az 1939-es választást követően is, ekkor a NEP utódpártjaként létrejött Magyar Élet Pártja színeiben nyerte el mandátumát, a Pest vármegye északi kerületének listájáról. Agilis tagja volt a Parlamentnek, a legtöbb mezőgazdasági tárgyú, illetve az agrármunkásságot érintő törvényjavaslat vitájában felszólalt, valamint több olyan interpellációja is volt, amelyeket országos érdeklődés övezett.
Társadalmi szerepvállalásai közül kiemelkedik elnöki tisztsége a Magyar Agrár Újságírók és Írók Országos Egyesületénél, illetve a Pest vármegye törvényhatósági bizottságánál viselt tagsága, de tagja volt az Országos Borgazdasági Tanácsnak, a Borbíráló Szakértő Bizottságnak, valamint a francia Comité Internationale de Viticulture-nek is. Főszerkesztőként irányította a Borászati Lapokat, a Hegyközségi Szemlének pedig kiadója is volt.
1826-ban, klasszicista stílusban épült pilisszántói kúriájuk (eredetileg: Jurkovich-kúria) 1945-ig állt a család tulajdonában; ma a település óvodája működik benne (Kossuth Lajos utca 84.).
Felesége Bulyovszky Ilona Erzsébet Margit (Miskolc, 1887. december 1. – Debrecen, 1979. február 15.) volt, akivel 1921. június 11-én kötött házasságot Tállyán, majd később elváltak.

## Irodalmi működése
Fiatal korában verseket írt és fordított. 1926. augusztus 12-től 1934. február 17-ig felelős, utóbb főszerkesztője volt a Borászati Lapoknak és szerkesztője a Borászati zsebnaptárnak. 
Felelős szerkesztője volt 1939–1940-ben az 1939. január és 1944. november között megjelent Hegyközségi Szemle (Revue des syndicats viticoles et frutiers Hongrois – Rundschau der Ungarischen Berggemeinden) című havilapnak (1940 októberétől a Magyar Szőlősgazdák Országos Egyesülete vette át a lapot).
Szerkesztette az „At Home”. Otthon: társadalmi, művészeti és irodalmi folyóirat első kísérleti számát, Budapest, 1925. május 1.
Főszerkesztője volt Takács József szerkesztővel a Magyarország közhivatalainak cím- és adattára 1942. kiadványnak.
Elõszót írt Teleki Andor és Sándor A szőlők felújítása (Budapest, 1927 és 1938), valamint Ulicsny Károly és Szege Bálint Népies előadások a szőlészet és borászat köréből. I. (Budapest, 1927) című műveihez.
Rövidebb lélegzetű írásai önállóan is megjelentek:
- Göröngyök a magyar földön. (Agrárpolitikai gondolatok). Budapest, 1923
- Kékkönyv a rézgálicról. Különlenyomat a Borászati Lapokból. (Budapest), 1925
- Pinceszövekezetek alakításának újabb tervei. Budapest, Pátria K., 1927
- Hogyan lehetne megoldani a tejkérdést a nemzeti munkaterv alapján? Budapest, 1932
- A bányamunkásság nyugbérének érdekében. A mezőgazdasági kamarákról. Két felszólalás. Budapest, 1937
- Az 1937/38. költségvetési vitánál elmondott beszéde. Budapest, 1937
- Interpellációja 1938. február 23. a Budapest-vidéki kőszénbányával kapcsolatos hírek miatt. Budapest, 1938
- Társadalmi kérdéseink. Felolvasás. Budapest, 1938

## Elismerései
- 1937-ben elnyerte a francia Merit Agricole (magyarul kb.: Mezőgazdasági Érdemrend) tisztikeresztjét.

## Külső hivatkozások
- Fénykép Bellusi Baross Endre pilisszántói kúriájáról, a Ferenczy Múzeumi Centrum honlapján (Bellusi Baross Károly. 1905-1915 k.); hozzáférés: 2023. október 18.
- Fénykép bellusi Baross Endréről és családjáról a pilisszántói Baross-kúria teraszán (Kozma Gyula, 1920-30-as évek)